# David Rozehnal
David Sebastian Klement Rozehnal, češki nogometaš, * 5. julij 1980, Šternberk, Češkoslovaška.
Rozehnal trenutno igra za Sokol Kožušany.